# Я ночной хулиган
 (срп. Ја сам ноћни хулиган) је први студијски албум руског поп певача Диме Билана који је објављен 2003.

## Списак композиција
На албуму се налазе следеће песме:

## Я ночной хулиган +
Поновно издање албума је поред првобитних 15, садржало још 4 нове песме:
- Бессердечная 4:10
- В Последний Раз 3:52
- Остоновите Музыку 3:19
- Темная Ночь 4:40